# Clayton Bennett
Clayton "Clay" Ike Bennett (nascido 1959) é um homem de negócios estadunidense e presidente da Professional Basketball Club LLC, o grupo que dirige o Oklahoma City Thunder, uma franquia da NBA conhecida anteriormente como os Seattle SuperSonics. Bennett é o presidente da Dorchester Capital Corporation, que fica em Oklahoma City, assim como presidente emérito do grupo de diretores da Associação do Patrimônio de Oklahoma.